# Akashi, Hyōgo
Thành phố Akashi (tiếng Nhật: 明石市) là một đô thị loại đặc biệt thuộc tỉnh Hyōgo, vùng Kinki, Nhật Bản.
Thành phố ở phía Nam của tỉnh và gần như ở vị trí trung tâm của vùng Kinki, giáp với bờ biển Akashi, rộng 49,24 km², và có 292.659 dân (ước ngày 1 tháng 8 năm 2008) với mật độ dân số vào khoảng 5930 người/km².

## Lịch sử

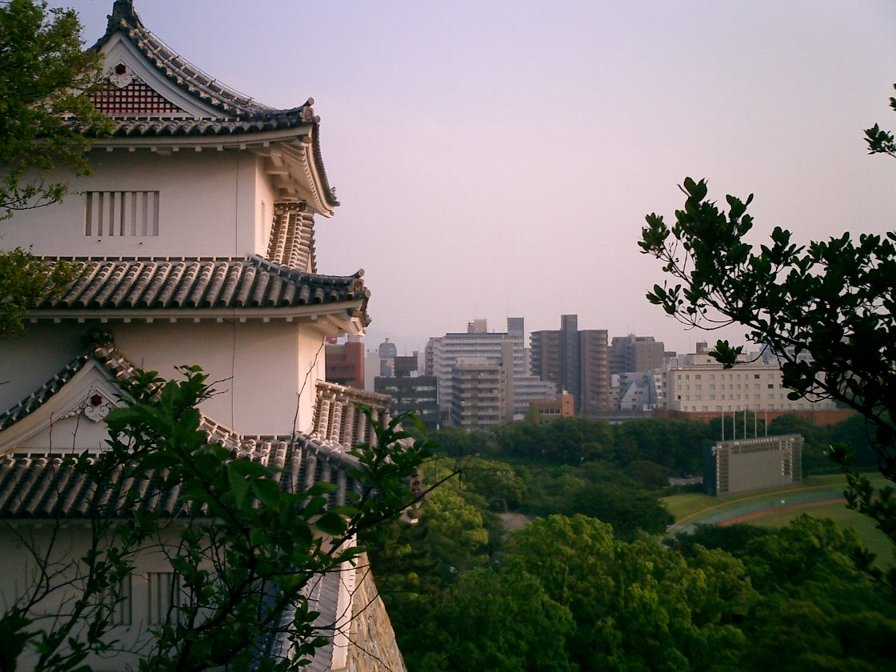
Phần còn lại của lâu đài Akashi.

Akashi là một thành phố quan trọng trong suốt thời kỳ cận đại của Nhật Bản cho tới tận ngày nay với lâu đài Akashi - đầu não của lãnh địa Akashi. Thành phố với hình dạng hiện tại được thành lập vào 1 tháng 11, năm 1919.

## Địa lý
Đài thiên văn thành phố Akashi nằm trên đường kinh tuyến 135 độ Đông và được dùng để xác định giờ chuẩn của Nhật Bản.
Khác với cái tên, cầu nhịp Akashi Kaikyo dùng để nối đảo lớn Honshu với đảo Awaji(nằm trên đảo lớn Shikoku) nhưng không nằm ở thành phố Akashi mà nằm tại Tarumi, Kobe.
Phần còn lại của lâu đài Akashi nằm ở phía bắc ga JR Akashi và có thể được nhìn thấy từ sân ga.

## Chính quyền
Akashi được lãnh đạo bởi Kitaguchi Hiroto, một chính trị gia độc lập. Hội đồng thành phố được tạo thành bởi 31 vị dân biểu, và lãnh đạo bởi các chính trị gia độc lập.

## Văn hóa

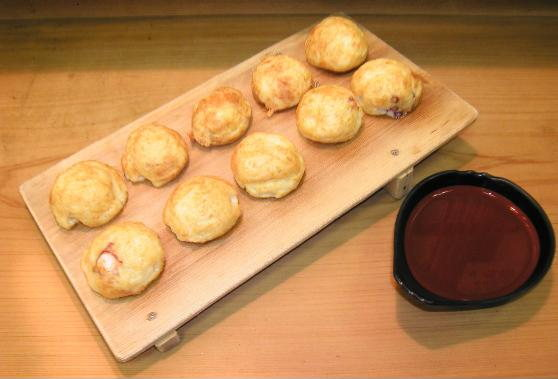
Akashiyaki

Akashi được biết đến với đặc sản Akashiyaki, một loại takoyaki vốn nổi tiếng của vùng này. Những miếng mực nhỏ (tako) được đặt vào trong những miếng bột nặn hình cầu gồm hỗn hợp bột mì với trứng, để rồi sau đó chúng sẽ được nướng lên. Takoyaki hay được ăn bằng cách nhúng vào một loại soup loãng. Akashi là địa điểm tổ chức chợ cá Uo-no-Tana, nơi các ngư dân trưng bày sản phẩm mà họ đánh bắt được ngoài khơi Akashi. Chợ cá là hoạt động phổ biến của người dân địa phương và thu hút nhiều khách du lịch.

## Hình ảnh

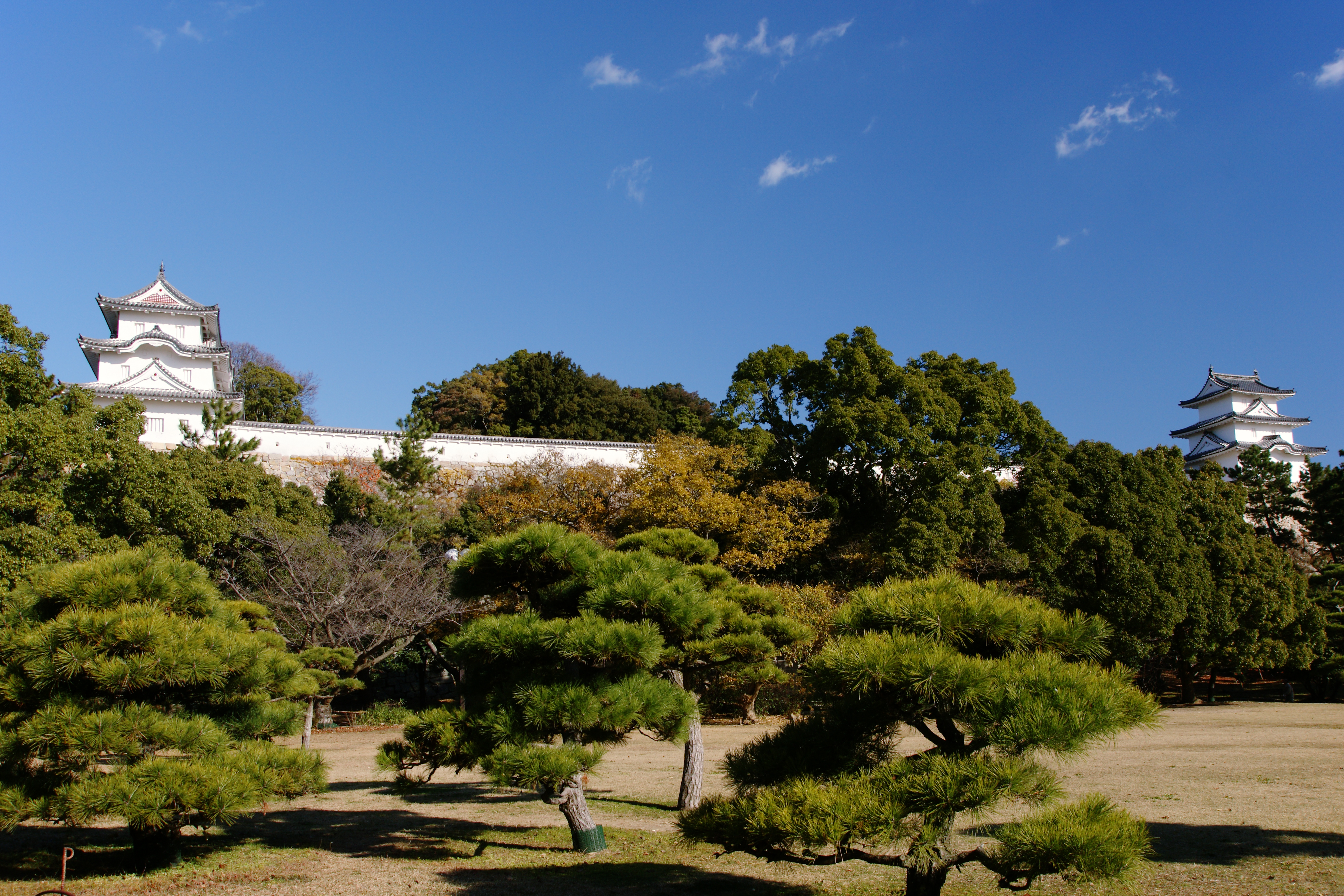
明石城
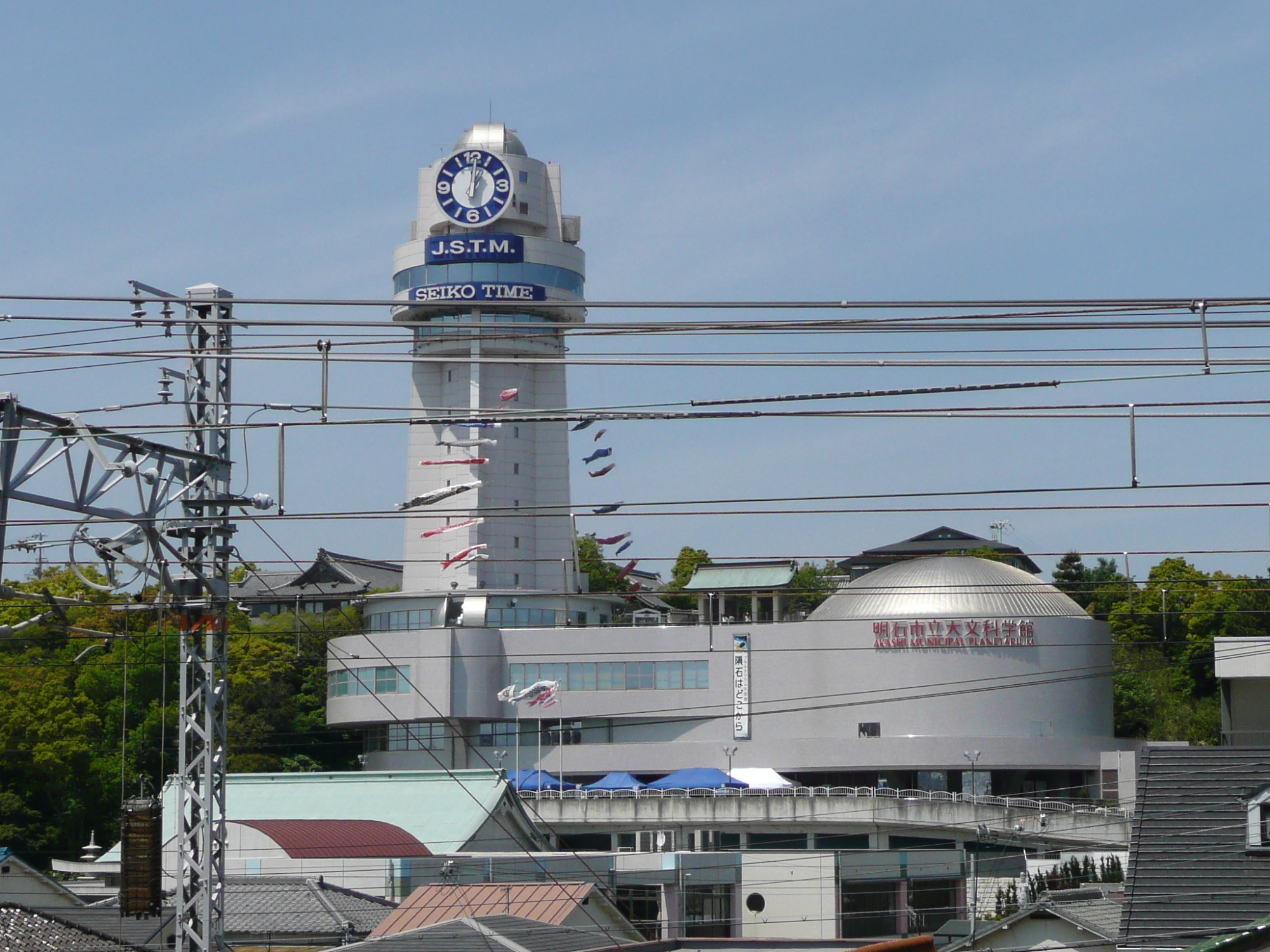
明石市立天文科学館
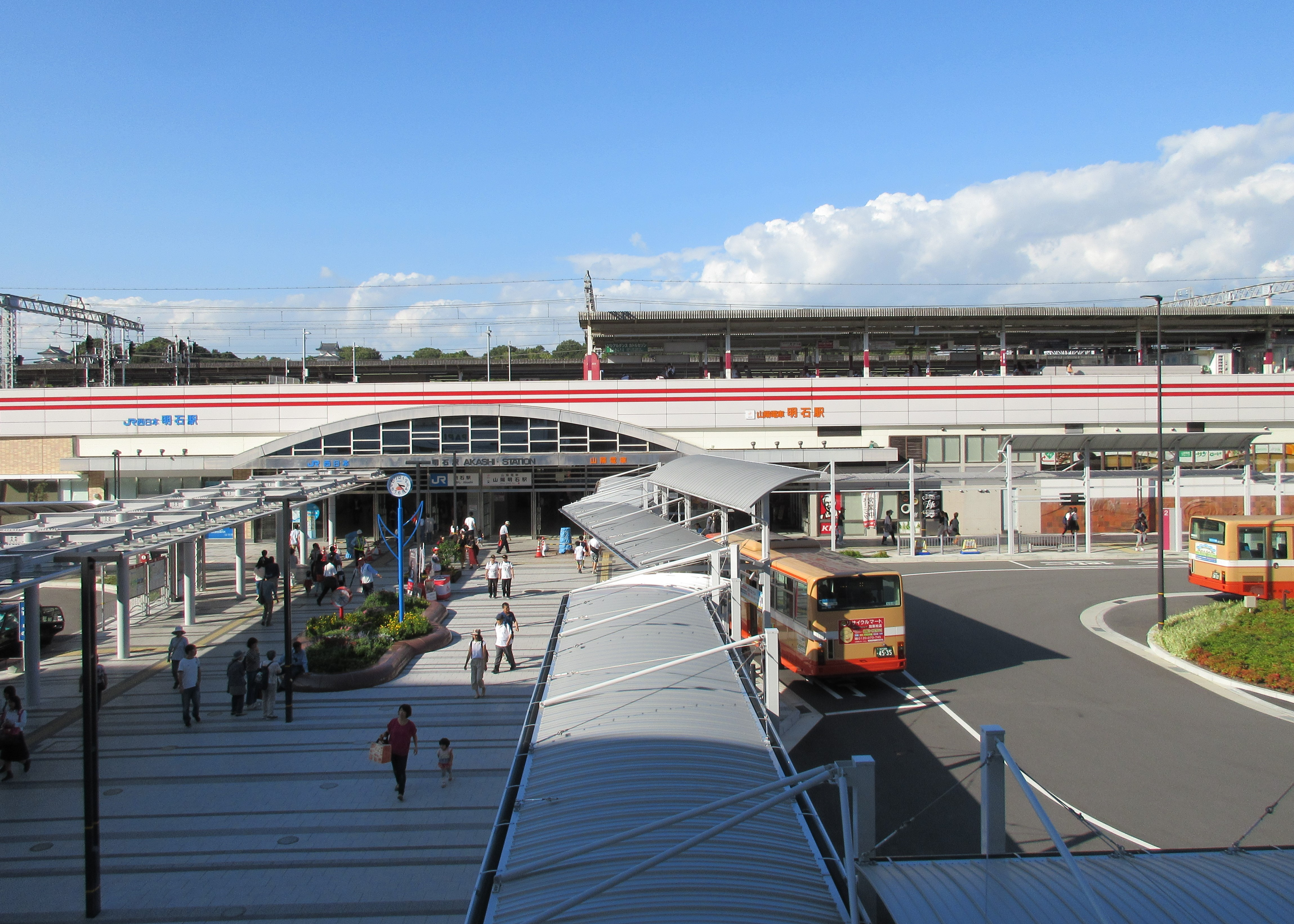
山陽明石駅
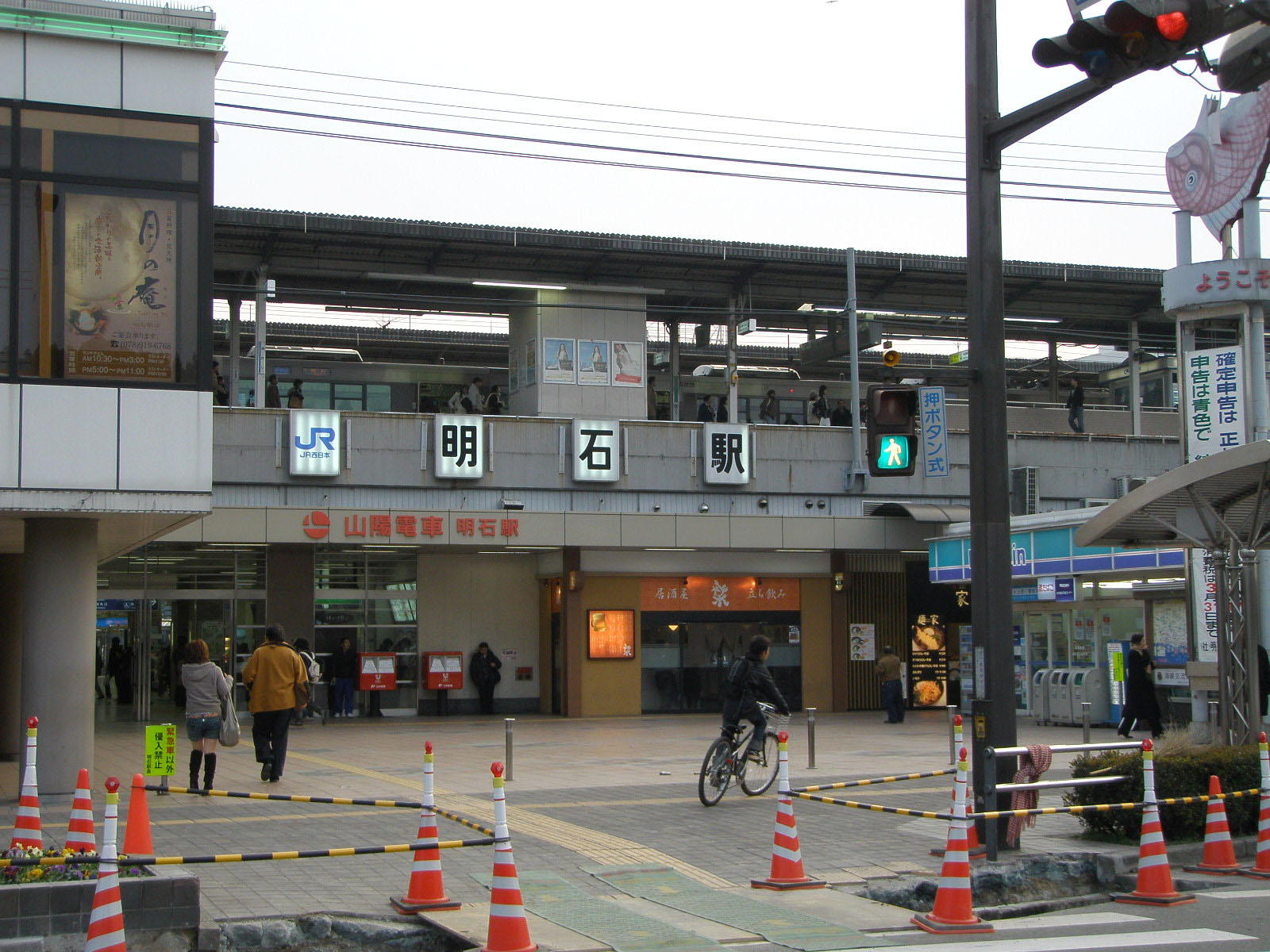
明石駅
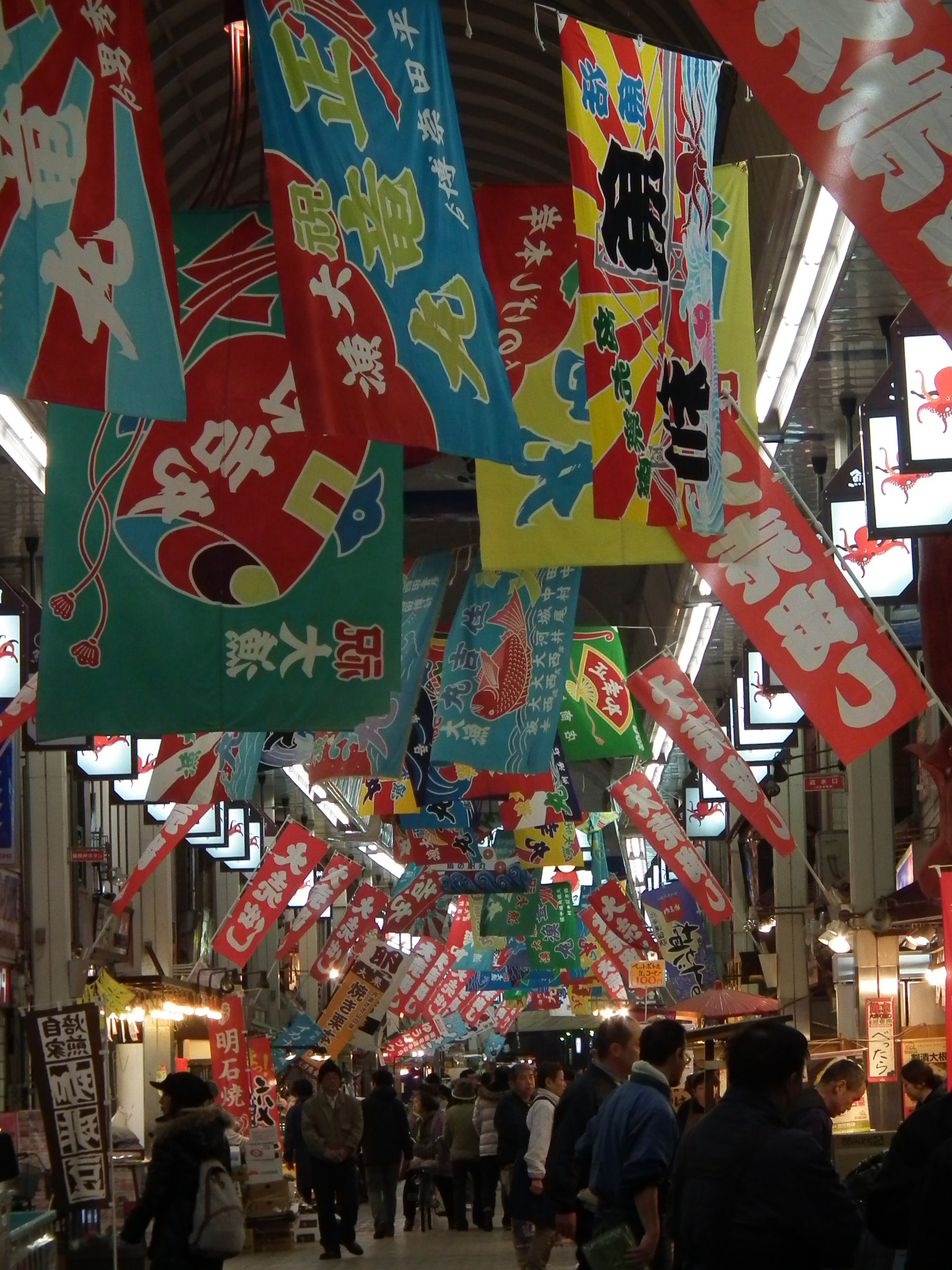
魚の棚
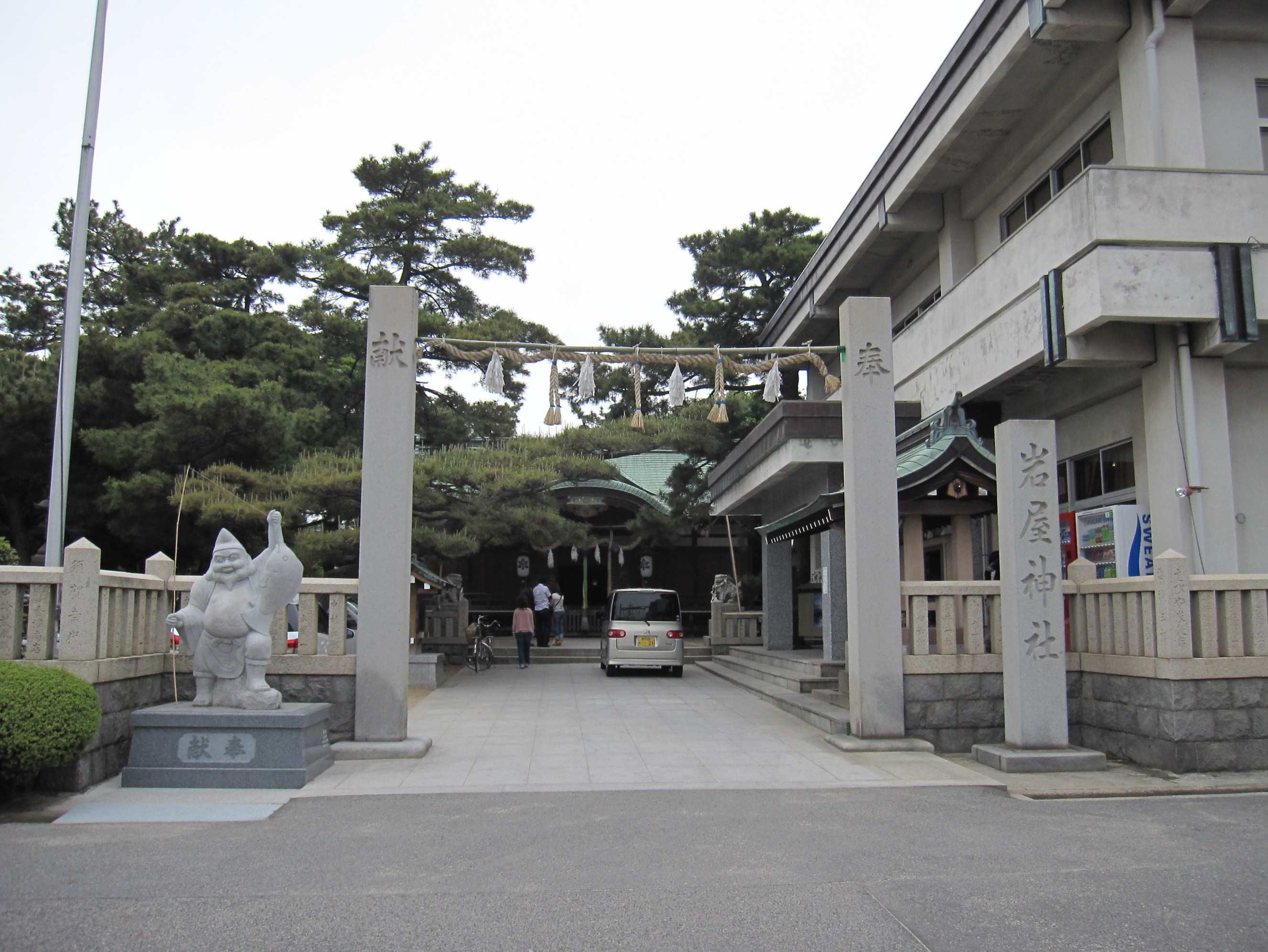
岩屋神社
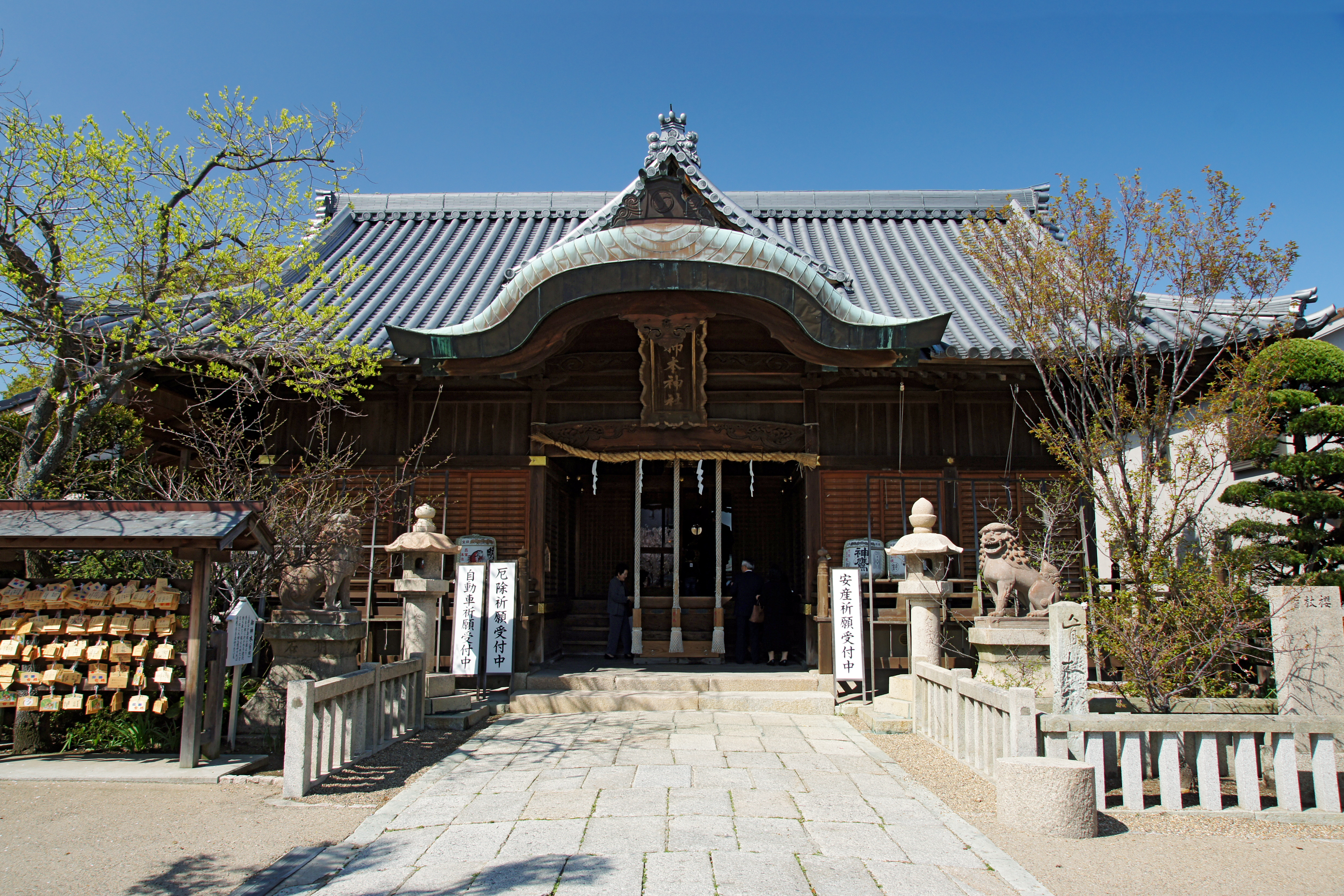
柿本神社
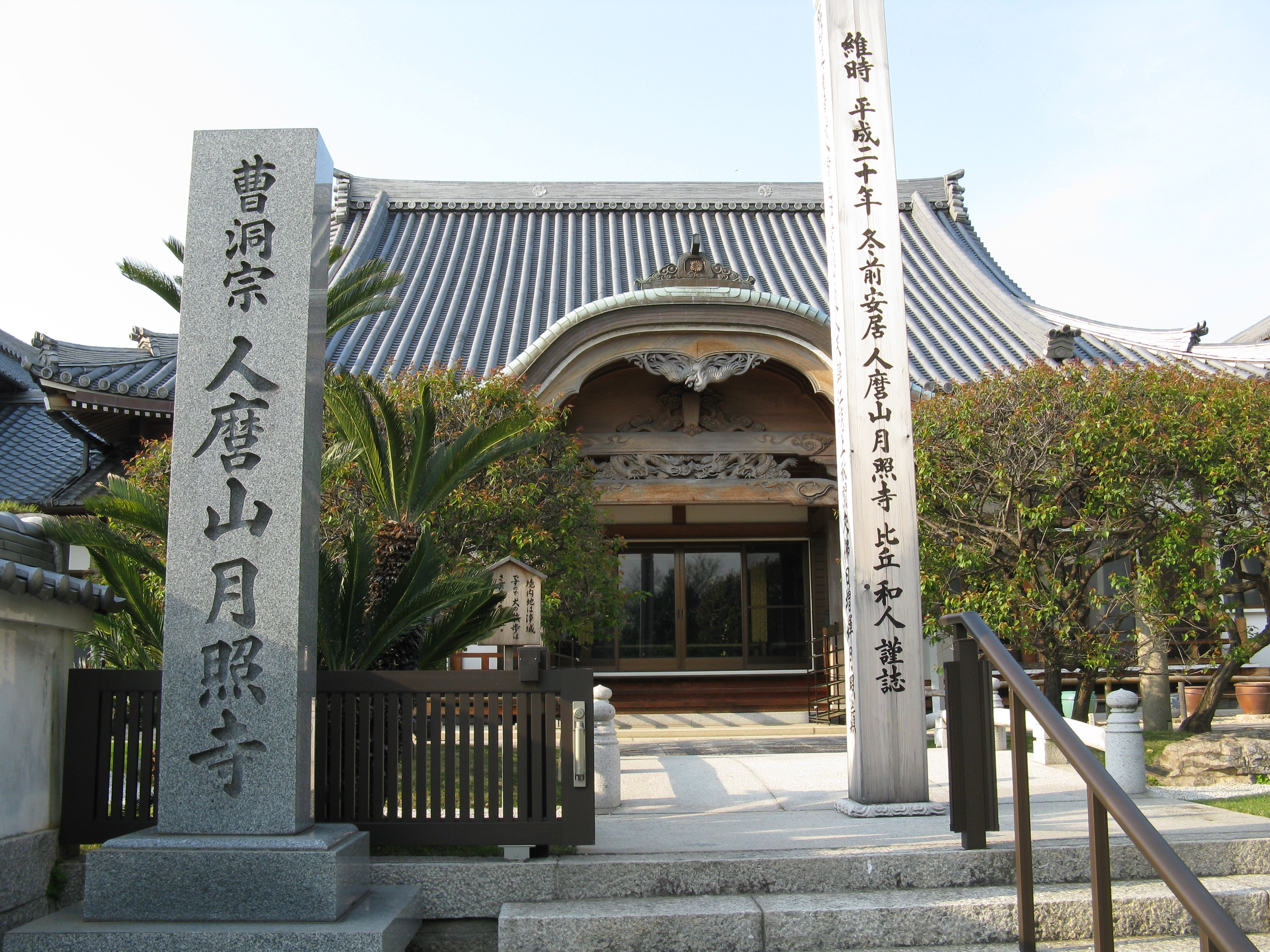
月照寺
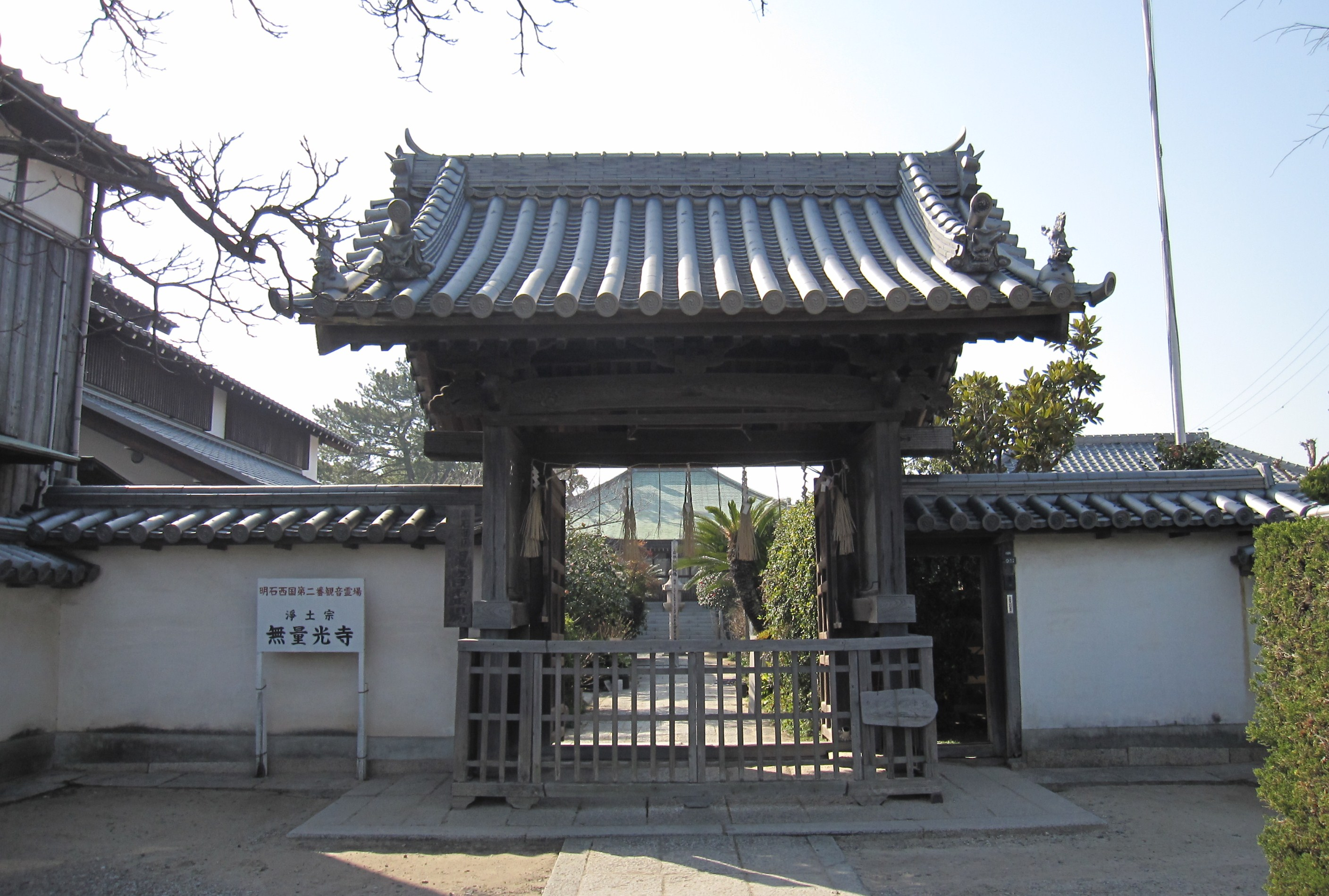
無量光寺
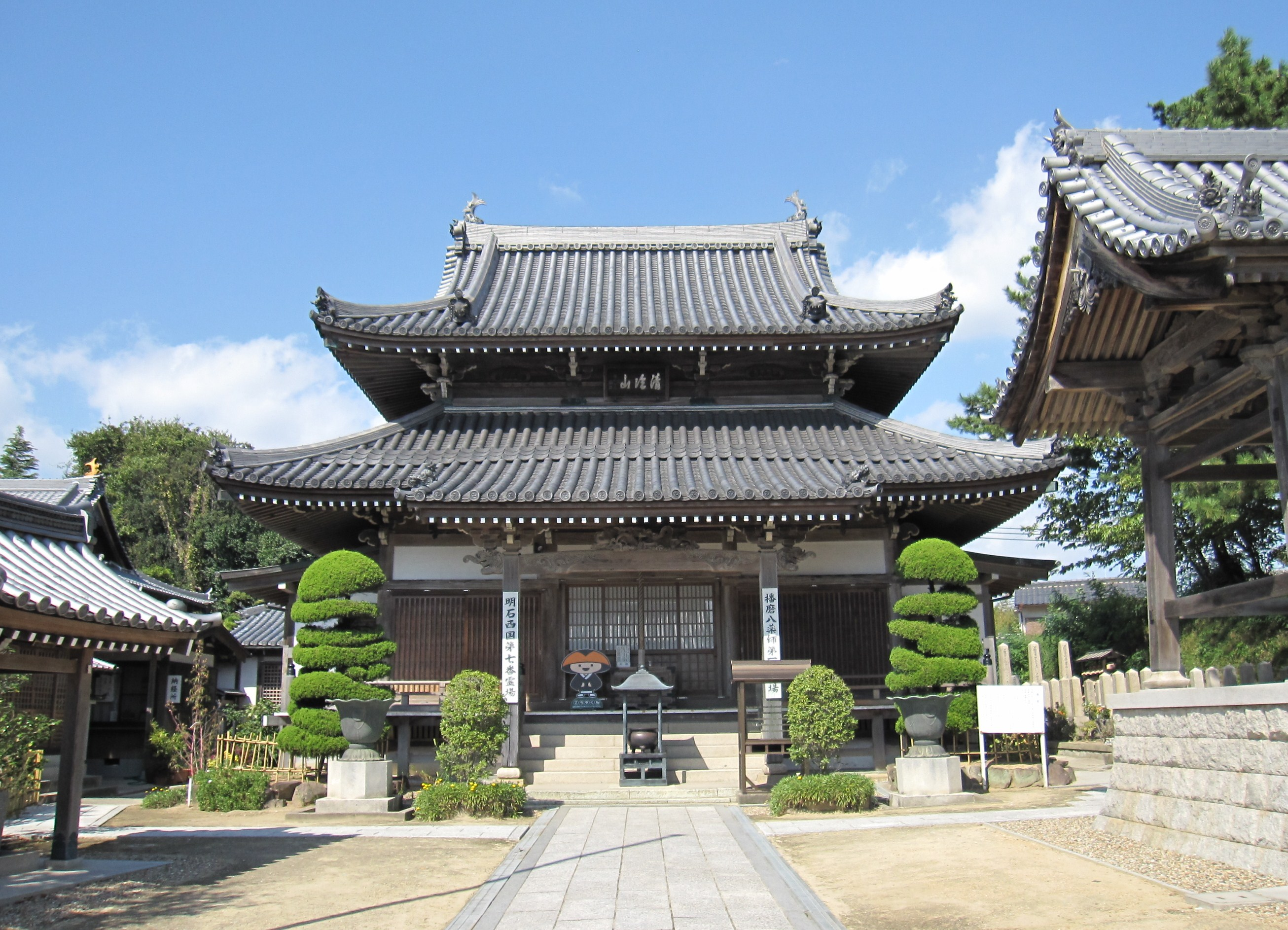
薬師院
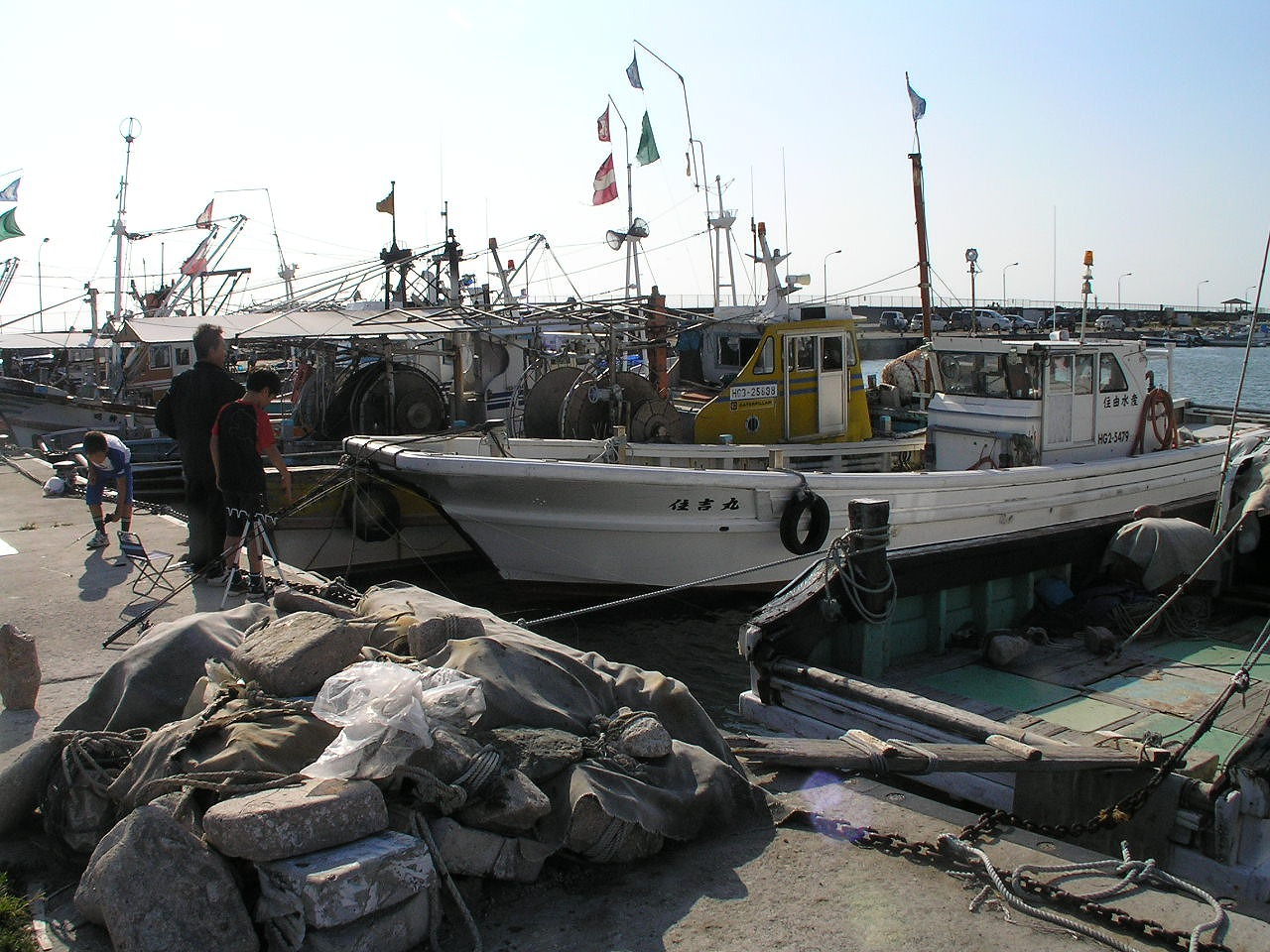
林崎漁港
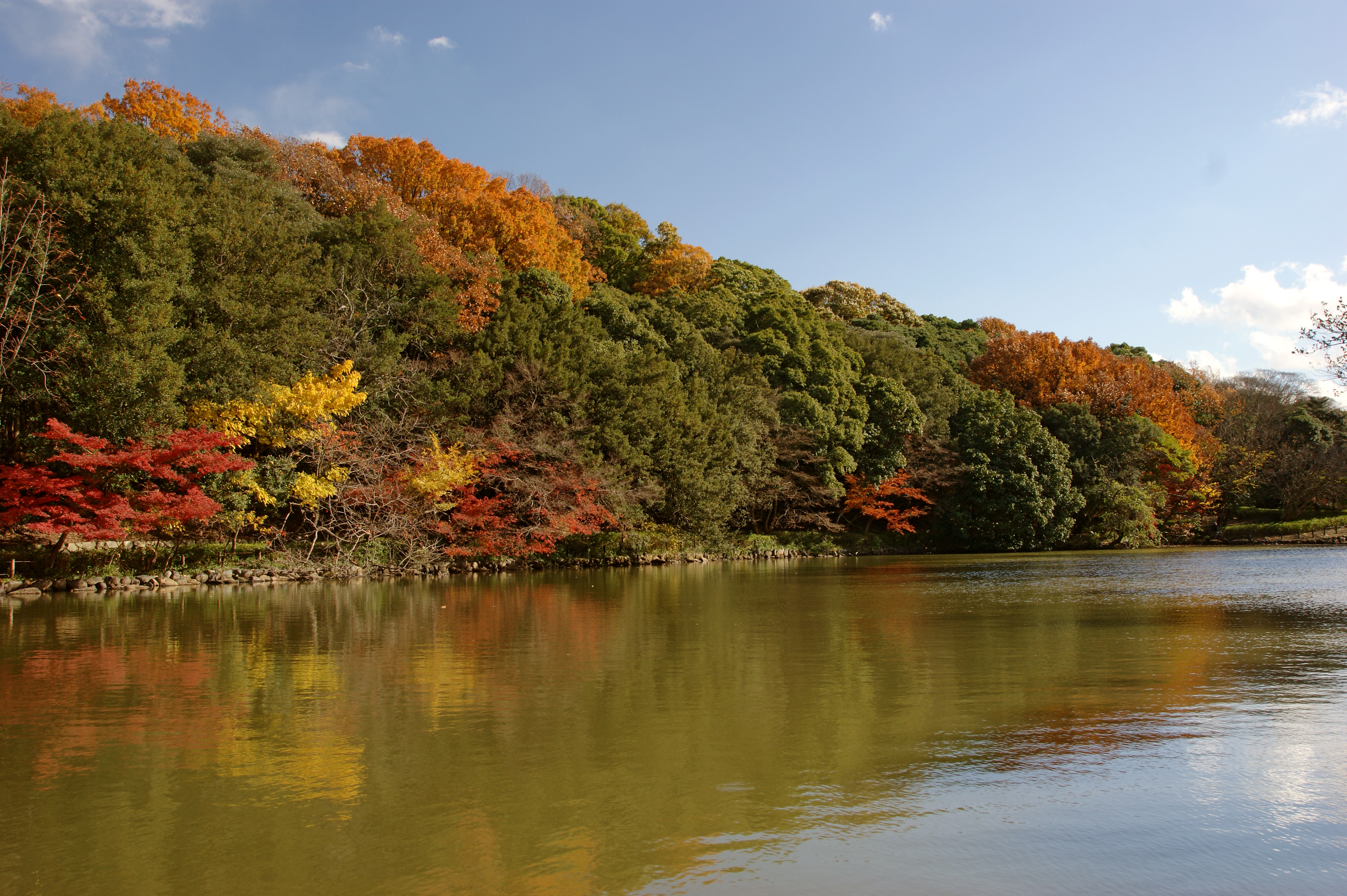
兵庫県立明石公園
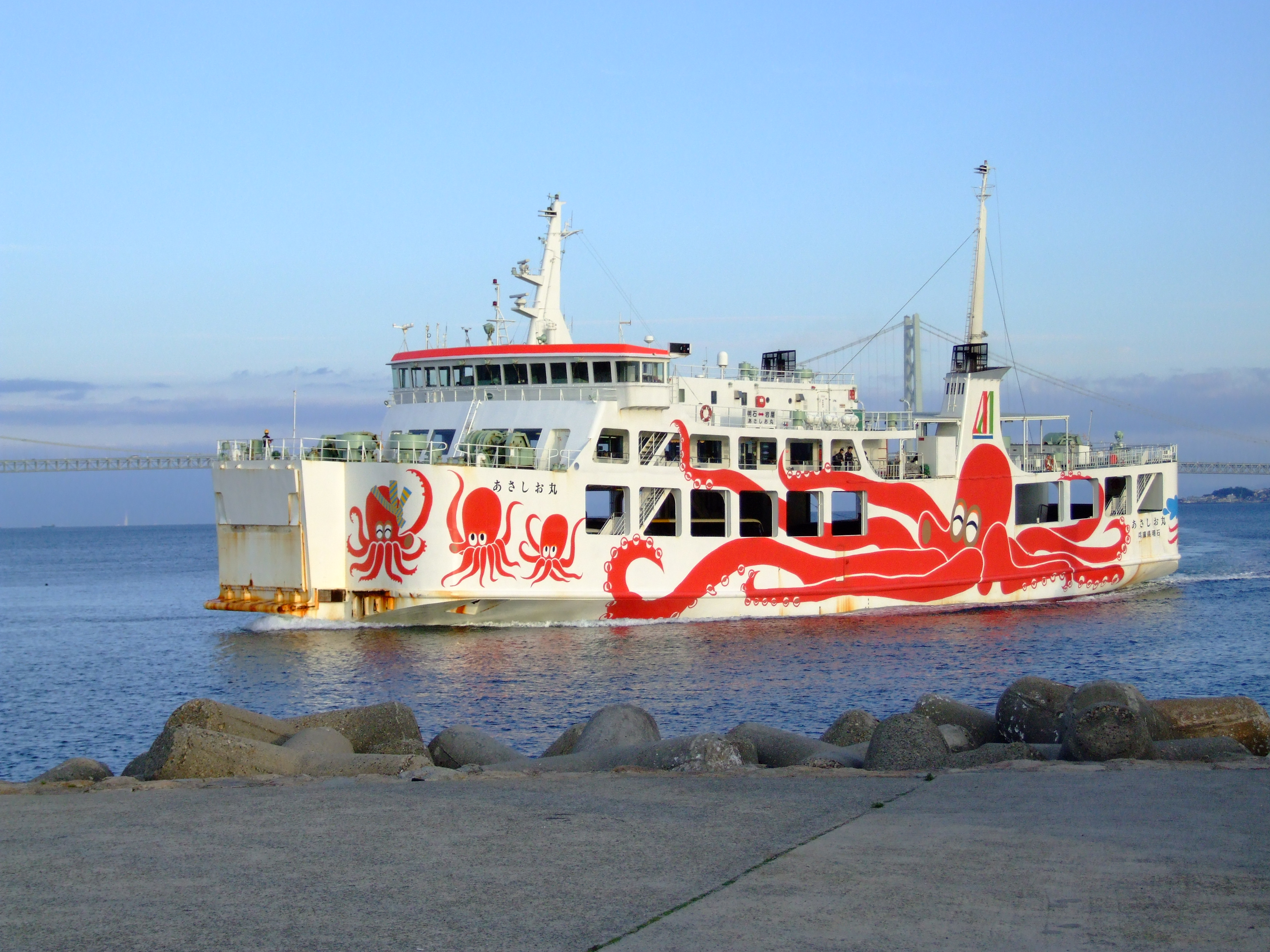
明石淡路フェリー